# Simpsons Bible Stories
«Simpsons Bible Stories» (с англ. — «Библейские истории Симпсонов») — восемнадцатый эпизод десятого сезона мультсериала «Симпсоны». В этой серии Симпсоны идут в церковь и во время проповеди поочередно засыпают, и всем им снятся библейские истории.

## Сюжет

### «История об Адаме и Еве» — сон Мардж

Адам и Ева

Адам (Гомер) дал Богу (Неду Фландерсу) своё ребро и Бог создал Еву (Мардж). После этого Бог предупредил пару, что им нельзя есть плоды с яблони. Но Змей искушает Адама попробовать запретный плод, и он съедает около десятка яблок, а позже предлагает их Еве. Бог видит, как Ева ест яблоки, и выгоняет её из рая, и Адам остаётся один. После этого он решает вернуть Еву обратно и просит сурка вырыть тоннель под забором между Раем и Землей. Но Ева говорит, что проход слишком узок для неё. Тогда Адам приказывает вырыть яму уже единорогу. Но единорог устаёт и умирает. Но тут появляется Бог. Увидев, что его любимый единорог умер, в гневе Бог навсегда изгоняет из рая обоих.
Потом уснула Лиза.

### «Исход» — сон Лизы
В Египте Моисей (Милхаус) вместе с Лизой бегут из рабства злого фараона (директора Скиннера) и хотят взять с собой всех евреев. Они посылают фараону лягушек, но тот думает, что это награда. Тогда евреи тайно сбегают из Египта под покровом ночи и раздвигают море с помощью одновременного смывания из разных унитазов. Евреи перешли море, а вот египтяне его не переплыли. Они вернулись обратно в Египет, а евреи начали скитаться по пустыне в течение 40 лет.

### «Царь Соломон» — сон Гомера
Царь Соломон (Гомер) помогает рассудить Ленни и Карла, которые спорят о том, кому принадлежит пирог. Соломон разрезает пирог и съедает его, а спорщиков отправляет на казнь. Потом пришли судиться Иисус Христос и таксист. На этом сон обрывается.

### «Давид против Голиафа» — сон Барта
Царь Давид (Барт) увидел, что его старого друга Мафусаила (Эйб) убил Голиаф II (Нельсон). Давид вызывает Голиафа на поединок и Голиаф побеждает. Пастух Ральф тоже хочет убить Голиафа, но тот убивает его и теперь Давид ещё больше хочет отомстить. Он тренируется и идёт к Вавилонской башне. Там он видит, что Голиаф II съел его друга Иона, которого проглотил кит. Он поднимается на Вавилонскую башню и сражается с великаном. Голиаф почти побеждает, но тут оказывается, что Ральф выжил. Он вонзает в спину Голиафа II могильную плиту с собственным именем. Голиаф побежден, но царя Давида сажают в тюрьму за то, что он убил Голиафа, который являлся для горожан мудрым правителем, построившим в городе больницы, библиотеки и школы.

### Конец
Барт будит семью и семья выходит из церкви. Выйдя наружу, Симпсоны обнаруживают, что начался Апокалипсис. Всех Фландерсов Бог забирает в рай, а из Симпсонов такой чести удостоена только Лиза. Но Гомер не отпускает дочь, и всей семьей Симпсоны отправляются в Ад.